# Larimer County
Larimer County är ett administrativt område i delstaten Colorado, USA. År 2010 hade countyt 299 630 invånare. Den administrativa huvudorten (county seat) är Fort Collins. 
Rocky Mountain nationalpark ligger i countyt. 

## Geografi
Enligt United States Census Bureau så har countyt en total area på 6 822 km². 6 737 km² av den arean är land och 84 km² är vatten.

### Angränsande countyn
- Laramie County, Wyoming - nordöst
- Weld County, Colorado - öst
- Boulder County, Colorado - syd
- Grand County, Colorado - sydväst
- Jackson County, Colorado - väst
- Albany County, Wyoming - nordväst